# Цочев, Валентин
Валентин Дочев Цочев (род. 6 августа 1960) — болгарский самбист, тренер и спортивный функционер, серебряный призёр первенства мира среди юниоров 1981 года, бронзовый призёр чемпионата Европы 1986 года в Ленинграде, бронзовый призёр чемпионата мира 1985 года в Сан-Себастьяне. Выступал в первой полусредней весовой категории (до 68 кг). Наставником Цочева был Ставри Крумов. Цочев работает тренером в спортивном клубе «Планинец» (Априлцы). Является членом правления Ассоциации болгарских самбистов.